# Эльмендорф — Ричардсон (военная база)
Объединённая база «Эльмендорф — Ричардсон» (англ. Joint Base Elmendorf-Richardson, (ИАТА: EDF, ИКАО: PAED, FAA LID: EDF)) — американское военное сооружение в Анкоридже, крупнейшем городе Аляски. Это объединение рядом расположенных баз Военно-воздушных сил США «Эльмендорф» и Армии США «Форт Ричардсон», которые слились в 2010 году.

## История
База ВВС «Эльмендорф» была построена и названа в 1940 году в честь капитана ВВС США Хью Мерла Эльмендорфа, погибшего при испытательном полёте.
Военная база «Форт Ричардсон» была названа в 1940 году в честь бригадного генерала американской армии, участника Первой мировой войны и иностранной военной интервенции в Советскую Россию, многолетнего исследователя и географа Аляски Уилдса Престона Ричардсона.
Место расположения Аляскинского командования ВС США, 11-й воздушной армии, Аляскинской зоны командования НОРАД, 673-го крыла обслуживания авиабазы, 11-й воздушно-десантной дивизии, Объединённой оперативной группы «Аляска» (Joint Task Force-Alaska), 381-й разведывательной эскадрильи.
28 июля 2010 года во время отработки фигур пилотажа перед предстоящим шоу, из-за ошибки пилота потерпел катастрофу американский стратегический военно-транспортный самолёт Boeing C-17 Globemaster III. Все четыре члена экипажа погибли.
15 августа 2025 года на базе прошёл cаммит Россия — США.